# オンブラ・マイ・フ
「オンブラ・マイ・フ」（伊: Ombra mai fu）は、ヘンデルの作曲したオペラ『セルセ』（Serse, Xerxes）第1幕冒頭のアリア。タイトルロールであるペルシャ王セルセ（クセルクセス1世）によって歌われる。調性はヘ長調。詩はプラタナスの木陰への愛を歌ったもの。
下降と上昇を組み合わせた、伸びやかな旋律線を持つ。旋律素材はボノンチーニ作曲のセルセ（1694年）の中の同名のアリアから借用し発展させたものである。
ヘンデルは没後も名声が落ちなかったが、レパートリーに残ったのはごく一部の作品だけだった。オペラ作品についてはほとんどが忘却され、『セルセ』もその例外ではなかったが、官能的な「オンブラ・マイ・フ」だけが19世紀にヘンデルのラルゴの名を与えられて愛唱されるようになった。
セルセは元来はカストラートあるいはソプラノの演じる役であるが、後にテノールによっても演じられた。オペラ舞台の外では、ソプラノ、テノールの他にもメゾソプラノ、アルト、カウンターテナー、バリトンにより歌われる。なお、テノール、バリトンは1オクターブ下げて歌う。
なお、原作の速度記号はラルゴではなくラルゲットであり、アリアでもなくアリオーソと書かれている。

## 演奏
1902年にはスーザのバンドによる演奏で「ラルゴ」が録音された。「ラルゴ」は、『メサイア』と並んでレコード会社に断然人気のある作品である。
この曲は「世界で初めて電波に乗せて放送された音楽」でもある。1906年12月24日、レジナルド・フェッセンデンによって行われた初めてのラジオ実験放送でレコードにより演奏された。

### キャスリーン・バトル盤
ソプラノ歌手キャスリーン・バトルによる録音が、実相寺昭雄監督による映像とともに、1986年夏からニッカウヰスキーのCMに使用され、日本で大きな反響を巻き起こした。ニッカウヰスキーには、曲や歌手に関する視聴者からの問い合わせの電話や手紙が殺到し、ウイスキー全体の市場が伸び悩む中、スーパーニッカの売上は2割増となった。
1987年1月にLPで、同年5月にCDで、この録音を含む9曲入りアルバム『オンブラ・マイ・フ/キャスリーン・バトル』がキングレコードから発売され（LP番号 K15C-4019、CD番号 K30Y-235）、20万枚の売上を記録した。資料によっては3か月で公称25万枚。
この影響もあり、同年の第38回NHK紅白歌合戦では紅白初出場の佐藤しのぶが同曲を歌唱した。

## 歌詞

### 原詩（イタリア語）

#### 叙唱（レチタティーヴォ）
Frondi tenere e belle

del mio platano amato

per voi risplenda il fato.

Tuoni, lampi, e procelle

non v'oltraggino mai la cara pace,

né giunga a profanarvi austro rapace.

#### アリア
Ombra mai fu

di vegetabile,

cara ed amabile,

soave più

### 日本語訳

#### アリア
かつて、これほどまでに

愛しく、優しく、

心地の良い木々の陰はなかった